# Carlos Blanco Soler
Carlos Blanco Soler (Madrid, 18 de junio de 1894 – Madrid, 30 de octubre de 1962) fue  médico endocrino y escritor español.

## Biografía
Era hijo de Carlos Blanco Pérez, magistrado que fue director general de Seguridad y presidente del Consejo de Estado, el cual fue trasladado a La Habana, donde le siguió con su familia. Allí cayó enfermo de gravedad y por prescripción médica en 1898 fue enviado a España, solo, consiguiendo salir en el buque Antonio López, justo antes de que se materializara el bloqueo norteamericano.
Estudió en los Padres Escolapios de Madrid y luego de Valencia donde fue trasladado su padre. A los dos años regresó a la capital y en 1910 terminó el bachillerato. Su vocación era la medicina y se cuenta que un amigo de su padre, médico, afirmó que carecía de condiciones para esta profesión, algo que le sirvió de acicate. Entre sus maestros estaban Julián Calleja y Santiago Ramón y Cajal, que le consideró como uno de sus alumnos preferidos. Terminó la carrera en 1916, obteniendo el premio extraordinario de promoción y luego realizó el doctorado. Estudió Química y se especializó en Endocrinología
En el campo médico fue muy importante su labor de divulgación médica en España, Europa e Hispanoamérica, donde realizó numerosas conferencias. Fue decano de la Beneficencia Municipal de Madrid y estuvo en el cuadro médico de la Asociación de la Prensa de Madrid, lo que hizo que fuera muy conocido entre los periodistas y sus familias.
Además de su faceta médica, que se plasmó en numerosas obras, también practicó la literatura, así como hizo prólogos para diversos autores. Solía escribir durante los veranos en su finca de la localidad valenciana de La Alcudia.
En mayo de 1961 ocupó en la Real Academia de Medicina, sustituyendo la vacante de Gregorio Marañón. Contó con numerosas condecoraciones españolas y extranjeras y era considerado como una de las figuras más destacadas de la medicina de su época.

## Obras
- Sobre la patogenia de la litiasis biliar. Tesis doctoral (1923)
- La insulina en una insuficiencia cardiaca de una diábetica embarazada con acidosis (1926)
- Lipodistrofia progresiva e hipertorodismo (1926)
- La diabetes mellitus entre otras disglucosis (compendio de fisiopatología y clínica del metabolismo hidrocarbado) (1943)
- Dos ensayos sobre la vejez y su tratamiento (1944)
- Etiología, patogenia y diagnóstico de la diabetes (1944)
- Notas y comentarios (Sobre la vocación. Don Juan. La Medicina española en el Descubrimiento de América. La obesidad. Las vidas que yo he visto acabar) (1945)
- La obesidad y su tratamiento (1945)
- El hijo de Don Juan (1946)
- Esbozo sicológico, enfermedades y muerte de la duquesa María del Pilar Teresa Cayetana de Alba. Conferencia (1946)
- La sabiduría del hogar (1948)
- Consideraciones sobre la alimentación del trabajador (1948)
- Las enfermedades de nutrición (1948)
- La duquesa de Alba y su tiempo (1949)
- De mis ratos de ocio (1949)
- Emoción y recuerdo de España en Filipinas (1949)
- Fe y poesía de España (1950)
- Comentarios sobre la vejez y otros ensayos (1953)
- Los radioisótopos en la clínica (1953)
- La medicina de ayer, de hoy y de mañana. Conferencia (1957)
- Alfonso VI y el Cid. Conferencia (1959)
- Cátedra del vino. Conferencia (1959)
- La pediatría española y sus maestros (1960)
- El ideal africanista de Vázquez de Mella como reflejo de su patriotismo. Conferencia (1963)